# Berger-Denkmal

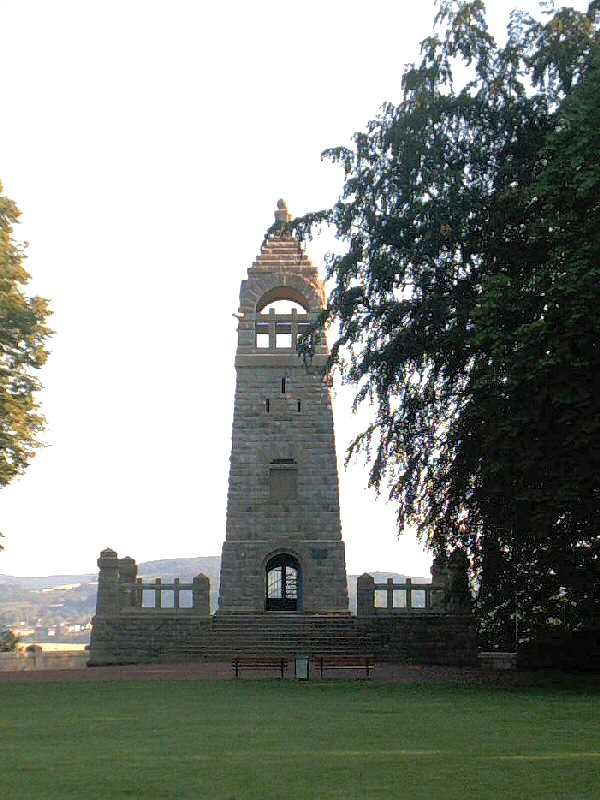
Das Berger-Denkmal in Witten

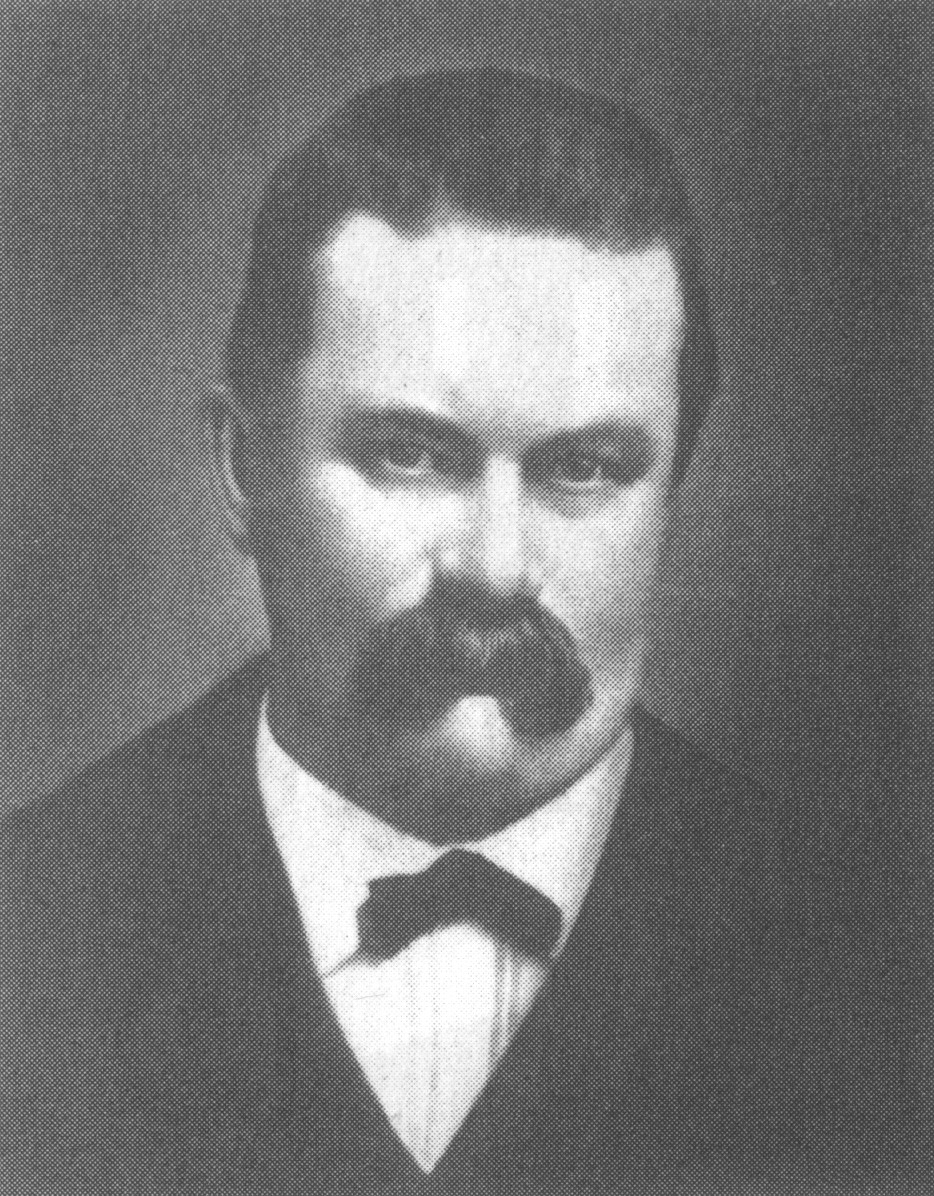
Louis Constanz Berger

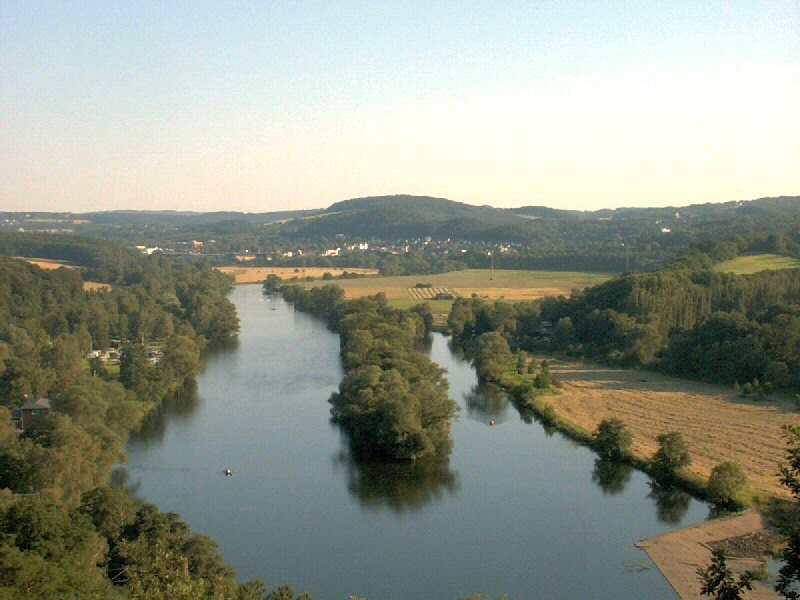
Aussicht vom Berger-Denkmal ins Ruhrtal

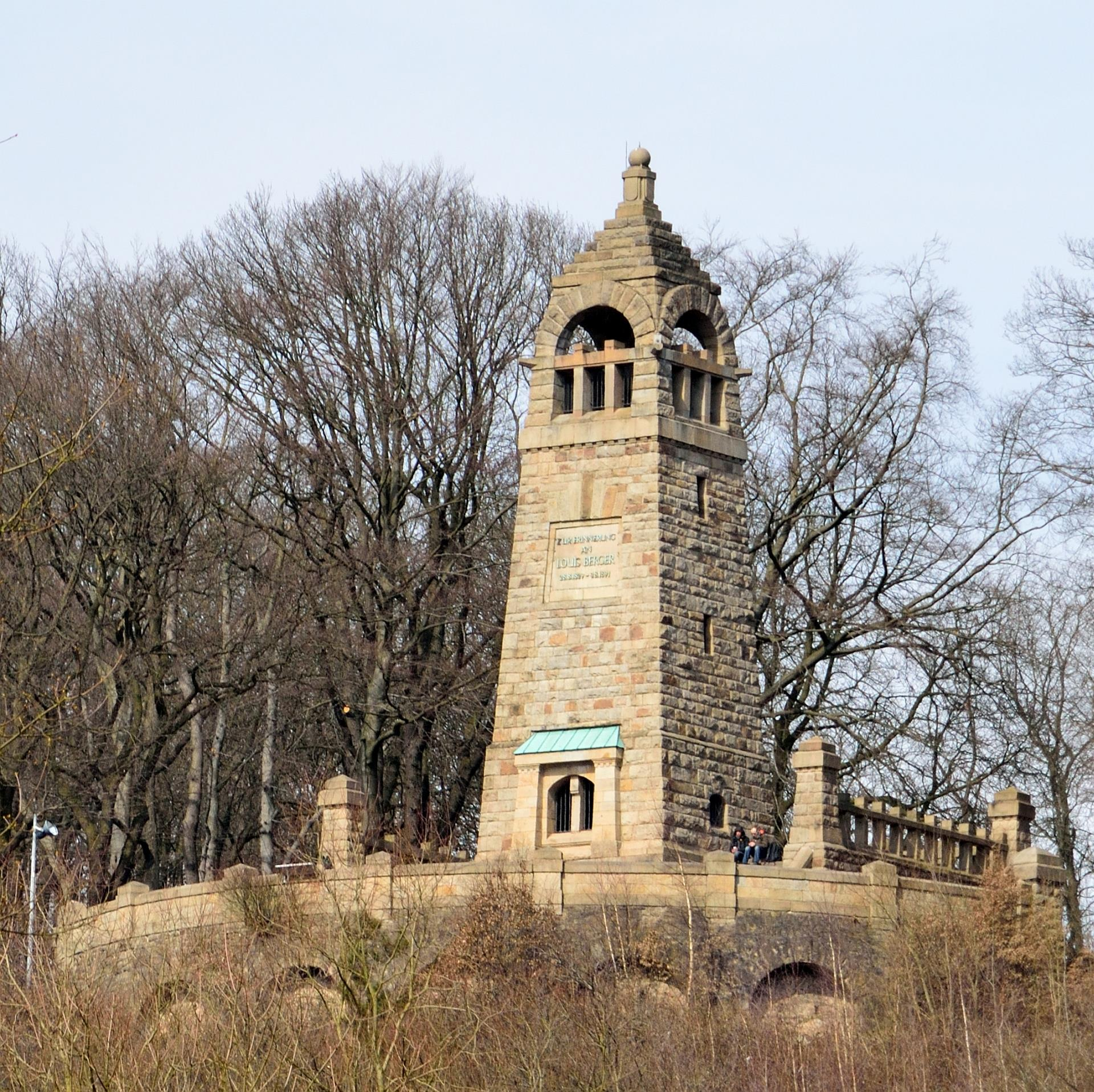
Das Berger-Denkmal vom Ruhrtal aus gesehen

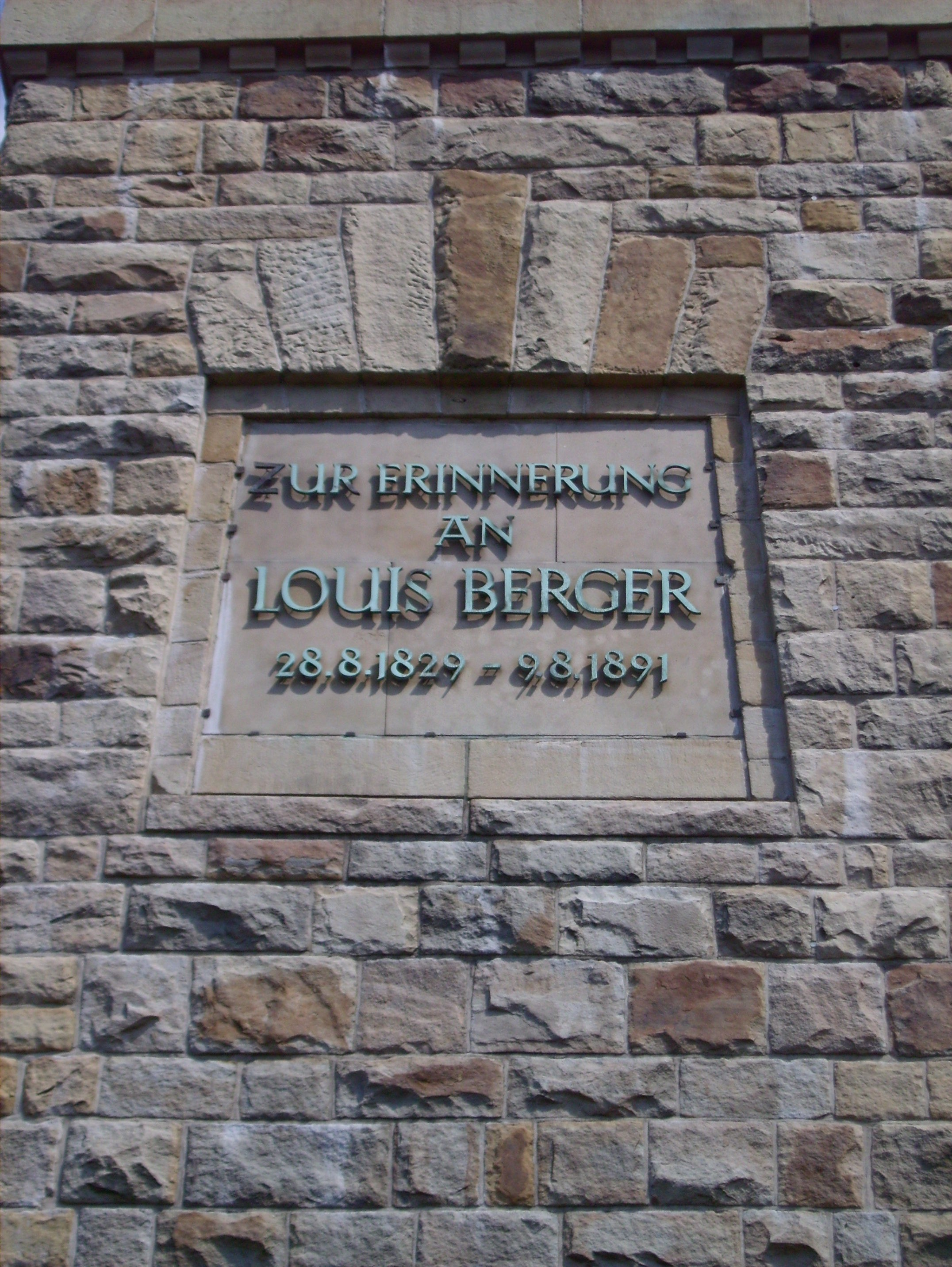
Inschrift am Berger-Denkmal

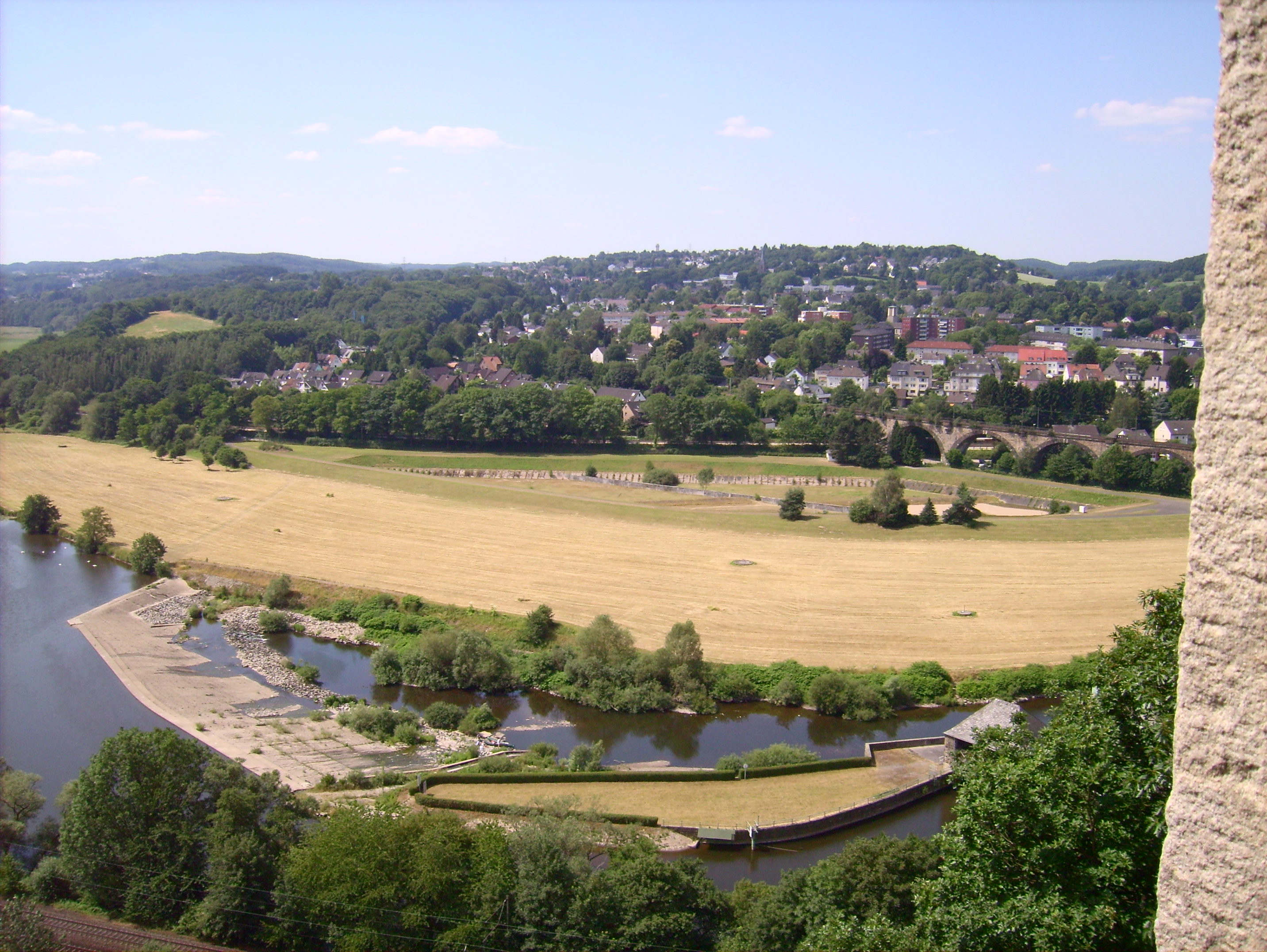
Aussicht vom Berger-Denkmal auf den Wittener Stadtteil Bommern

Das Berger-Denkmal ist ein Aussichtsturm in Witten in Nordrhein-Westfalen. Der 21 m hohe Turm befindet sich nördlich der Ruhr auf den Ausläufern des Ardeygebirges. Er gehört zum zwei Kilometer südöstlich der Wittener Innenstadt gelegenen Naherholungsgebiet Hohenstein und zur Route der Industriekultur mit der Themenroute 12: Geschichte und Gegenwart der Ruhr.

## Details
Die Turngemeinde Witten von 1848 erbaute das Denkmal zu Ehren ihres Mitbegründers Louis Constanz Berger (1829–1891), eines Wittener Industriellen und Parlamentariers des Deutschen Reichstages.
Dem Bau des Turms gingen eine Ausschreibung und ein Wettbewerb von Entwürfen voran. 1901 wurde mit den Fundamentierungsarbeiten begonnen. Von 1902 bis 1904 wurde der Turm aus Ruhrsandstein errichtet. Das Reliefbild Bergers und die Inschrifttafel mit der Widmungsinschrift wurde in Kupfertreibarbeit ausgeführt und am 28. August 1904, dem Geburtstag Bergers, feierlich eingeweiht.
Die Inschrifttafel, die sich an der Vorderseite des Turmes über dem Eingang befindet, trägt die Widmung:
Louis Berger Witten,
dem treuen Freund des Volkes
und mutigen Verfechter seiner Rechte
dem Anwalt der Bedrängten und allezeit hülfsbereiten Mann
Klaus Lohmann, ehemaliger Bürgermeister der Stadt Witten, führte während seiner Laudatio zur 101-Jahr-Feier des Denkmals 2005 aus:
„Dieses Denkmal ist heute ein weit über die Stadtgrenzen hinaus bekanntes Wahrzeichen Wittens.“
Der Turm ist in einem guten Zustand und der Eintritt kostenlos. Eine Wendeltreppe führt zu einem Aussichtsraum im oberen Teil des Turmes.

## Geschichte

### Die Ausschreibung eines Wettbewerbs
Im Jahr 1897 wurde der Ausschuss zur Errichtung eines Denkmals unter dem Vorsitz von Bürgermeister Gustav Haarmann gegründet. Bemerkenswert für die damalige Zeit ist, dass dieses Denkmal einer lokalen Persönlichkeit gewidmet wurde und nicht der Ehrung Bismarcks diente.
Am 1. November 1897 wurde die Konkurrenz zur Erlangung eines ausführbaren Entwurfes für ein Berger-Denkmal ausgeschrieben:
… Die dem Denkmal zu gebende Form, seine Größe und stilistische Darstellung bleiben dem Künstler überlassen; nur muß an geeigneter Stelle des Denkmals das Bildnis Bergers – in Form einer Büste oder eines Reliefs aus Bronze – seinen Platz finden. Im übrigen ist darauf zu halten, daß das Denkmal von der am Fuße des Hohensteins vorbeiführenden Wetterstraße und von der Eisenbahn aus deutlich zu sehen ist … Die Kosten des Denkmals – ausschließlich der Regulierung des Platzes und der erforderlichen Futtermauer – dürfen 20.000 Mark keinesfalls überschreiten. …
Jury
Das Preisrichteramt übernahmen:
- Oberbaudirektor Hinkeldeyn in Berlin
- Regierungs- und Baurat Klutmann in Frankfurt a.d. Oder
- Landgerichtsrat Schmieding in Dortmund
- Bürgermeister Dr. Haarmann in Witten a.d. Ruhr
- Stadtbaumeister Meiweg in Witten a.d. Ruhr

Preise
Für die beiden besten Entwürfe ist je ein Preis von 500 bzw. 300 Mark ausgesetzt.
Die Entwürfe sind bis zum 31. Januar 1898 an den Bürgermeister Dr. Haarmann in Witten kostenfrei einzureichen. …

### Auswahl der Preisrichter
Am 12. April 1898 kommen die Preisrichter zu einem Urteil:
… Im ganzen sind 47 Entwürfe rechtzeitig eingegangen. Bei einer ersten Beurteilung schieden zunächst 25 Entwürfe aus. Von den verbleibenden 22 Arbeiten gelangten sodann zur engeren Wahl für die Preisverteilung folgende Entwürfe:
(Die Entwürfe waren nummeriert und mit einem Motto bezeichnet, so dass den Preisrichtern die Namen der Architekten und Bildhauer nicht bekannt waren.)
- No. 9 – Trumpf
- No. 16 – Dem Turner Berger
- No. 25 – Dem lieben Witten
- No. 35 – Arbeit ist des Bürgers Zierde
- No. 42 – Berger
- No. 44 – Bürgerfleiss

Urteil der Preisrichter
Preisverteilung:
- 1. Preis (500 Mark) – No. 35 – Arbeit ist des Bürgers Zierde (Architekt Paul Baumgarten, Iserlohn)
- 2. Preis (300 Mark) – No. 42 – Berger (Architekten Schmidtmann & Klemp, Dortmund)

Empfehlung
Die übrigen, zur engsten Wahl gelangten Entwürfe, werden zum Ankauf empfohlen.